# Folgóre da San Gimignano
Folgóre da San Gimignano (prononcé : [folˈɡoːre da san dʒimiɲˈɲaːno]), nom de plume de Giacomo di Michele ou Jacopo di Michele (né en 1270 et mort en 1332) est un poète italien du Moyen Âge.

## Biographie
Son nom apparaît dans un document de la ville de Sienne en 1295 et d’autres sources documentaires attestent de sa mort en 1332. On connait peu sa vie, à part qu’il a combattu en tant que fantassin et plus tard comme cavalier au service de sa ville natale. On lui attribue 32 sonnets écrits - vers 1308 et 1316 - y compris les deux « couronnes » bien connues dédiées aux jours de la semaine et aux mois de l'année.
Les deux séries de sonnets appartiennent au genre provençal, aussi appelé plazer, constitué de compositions énumérant des situations agréables dans la sphère laïque et mondaine. La liste est élaborée dans le cadre d’un calendrier journalier ou mensuel reflétant les joies de la vie courtoise.
La Couronne des mois est composée de quatorze poèmes à l’usage d'une assemblée noble et courtoise, contenant les sources de plaisir et de divertissement pour l'année. La Couronne de la semaine se compose de huit sonnets dans lesquels il est conseillé de participer aux fêtes et tournois ainsi qu'à la chasse.
On conserve aussi de lui un fragment d’une autre couronne, dédiée aux vertus qu’un chevalier doit posséder, et même quelques sonnets de nature politique, anti-gibeline.

## Œuvres traduites en français
- Folgore da San Gimignano et Cenne de la Chitarra d'Arezzo (ed. et trad. de Sylvain Trousselard), Couronnes et autres sonnets, Paris, Éditions Garnier, coll. «  Textes littéraires du Moyen âge », 2010, 189 p.  (ISBN 978-2-8124-0130-5)

### Sources
- (it) Cet article est partiellement ou en totalité issu de l’article de Wikipédia en italien intitulé « Folgore da San Gimignano » (voir la liste des auteurs).